# Chorthippus relicticus
Chorthippus relicticus är en insektsart som beskrevs av Sirin, O. von Helversen och Battal Çiplak 2010. Chorthippus relicticus ingår i släktet Chorthippus och familjen gräshoppor. Inga underarter finns listade i Catalogue of Life.